# Carl Bernhard von Trinius
Carl Bernhard von Trinius, född 6 mars 1778, död 12 mars 1844, var en tysk botaniker och läkare.
Som botaniker gav han namn åt många växter med auktorsnamnet Trin.
Som läkare gjorde han sig känd för idéer om homeopati.